# David Crosby
David Van Cortlandt Crosby (ur. 14 sierpnia 1941 w Los Angeles, zm. 18 stycznia 2023) – amerykański muzyk folkowy znany ze występów w zespołach Byrds i Crosby, Stills and Nash oraz z kariery solowej. Był jednym z pionierów kalifornijskiej odmiany folk rocka, opartej na akustycznym brzmieniu i wielogłosowych harmoniach wokalnych.
Kariera muzyczna Crosby’ego była często przerywana koniecznością odwykowego leczenia jego uzależnienia od alkoholu i narkotyków. W listopadzie 1994 przeszedł zabieg przeszczepienia wątroby.

## Dyskografia
- solowa[5]:
  - 1971 If I Could Only Remember My Name
  - 1989 Oh Yes I Can
  - 1993 Thousand Roads
  - 1995 It's All Coming Back to Me Now... (live)
  - 1996 King Biscuit Flower Hour (live)
  - 2000 Live
  - 2002 Déja Vu (live)
  - 2003 From the Front Row Live (live)
  - 2014 Croz
  - 2016 Lighthouse
  - 2021 For Free

- razem z Grahamem Nashem:
  - 1972 Graham Nash/David Crosby
  - 1975 Crosby-Nash live
  - 1975 Wind on the Water
  - 1976 Whistling Down the Wire
  - 1977 Live
  - 1998 Another Stoney Evening
  - 2001 Bittersweet
  - 2001 Carry Me
  - 2004 Crosby Nash